# سرطان كماني شوكي الرسغ
سرطان كماني شوكي الرسغ (الاسم العلمي:Uca spinicarpus) هو نوع من الحيوانات يتبع جنس السرطان الكماني من فصيلة السرطانات الشبحية.